# Biber (U-Boot)
Der Biber war ein Kleinst-U-Boot der deutschen Kriegsmarine während des Zweiten Weltkrieges. Ursprünglich sollte er die Bezeichnung U-Boot-Klasse XXVII c erhalten, die jedoch nicht zugeteilt wurde. Sein Einsatz erfolgte innerhalb der Kleinkampfverbände der Kriegsmarine. Der Biber wurde von Mai 1944 bis November 1944 gefertigt, wobei 324 Einheiten produziert wurden. Seine Konstruktion wies dabei so erhebliche Mängel auf, dass die meisten Biber infolge technischen Defekts während ihrer Einsätze ausfielen oder die Mission abbrechen mussten. Insgesamt kamen 60 bis 70 % der Biber-Fahrer ums Leben. Nachfolgemodelle sollten der Biber II bzw. Biber III werden. Die Ausbildung des Fahrpersonals erfolgte im Reichswald bei Lübeck-Schlutup (Deckname Blaukoppel) beim zuständigen Lehrkommando 250.

## Entwicklungsgeschichte

### Prototypentwicklung

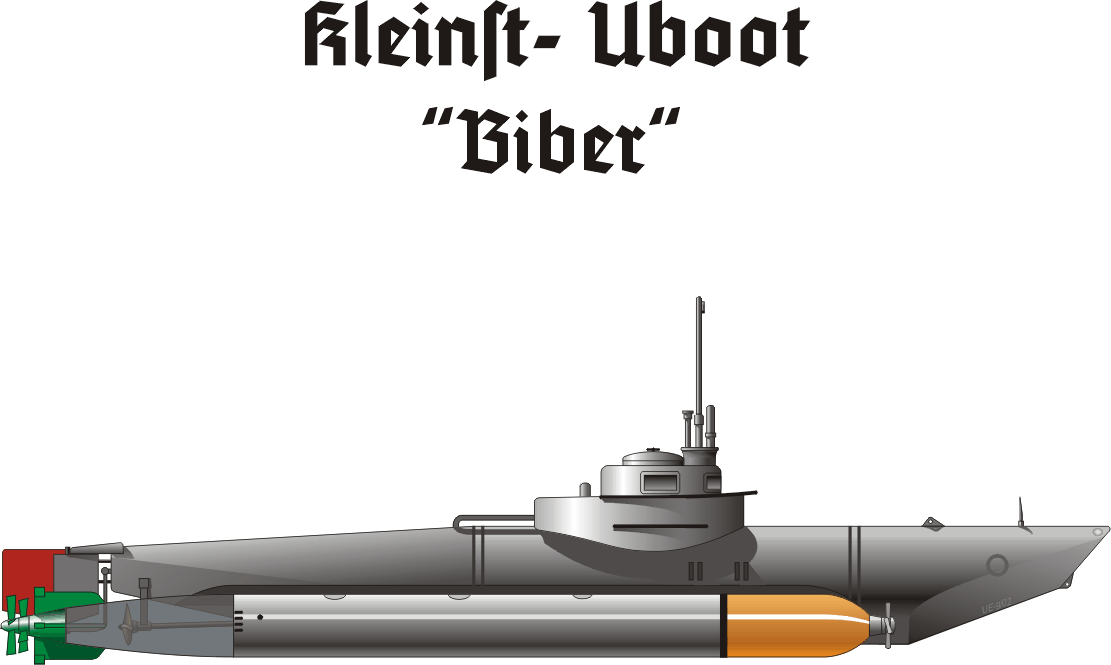
Zeichnung des Biber mit Übungstorpedo

Der Biber wurde nach einer Idee des Korvettenkapitäns Hans Bartels entwickelt, nachdem in Norwegen am 21. November 1943 ein Exemplar des britischen Kleinst-U-Bootes Welman (W-46) bei einem Angriff gegen ein Schwimmdock im Hafen von Bergen in ein Anti-Uboot-Netz geriet und notgedrungen auftauchen musste. Kaum war es aufgetaucht, wurde es von einem kreuzenden deutschen Wachboot entdeckt und unbeschädigt gekapert. Seine Verlegung nach Deutschland zwecks Studium und Untersuchung erfolgte noch im selben Monat. Konstruktionsleiter des Biber war Hermann Bunte, Direktor der Flender-Werke in Lübeck. Zuvor hatte Bartels in ersten Verhandlungen, die am 4. und 9. Februar 1944 stattgefunden hatten, den Weg zum Bauauftrag geebnet. Schon am 23. Februar 1944 lag der erste Entwurf des Prototyps des Biber vor, der die Bezeichnung Adam erhielt. Der Bau der Prototypen geschah so rasch, dass Adam bereits am 15. März 1944 fertiggestellt werden konnte und am 29. März 1944 zur ersten Seeerprobung bereit war. Der erste Tauchversuch führte dazu, dass Adam, kaum von den Schleppseilen losgemacht, sofort auf den Grund der Lübecker Bucht versank. Der Pilot konnte sich jedoch retten und Adam gehoben werden. Der erste missglückte Tauchversuch führte zu einigen Spezifikationsänderungen am Biber, der in nachfolgenden Demonstrationen schließlich auch Karl Dönitz überzeugte. Er bestellte daraufhin vier weitere Prototypen, 20 Schulungs- und 300 Einsatzboote.

### Serienbau
Der Serienbau des Biber, der 29.000 Reichsmark je Stück kostete, begann ab Mai 1944 und erfolgte bei den Flender-Werken in Lübeck sowie bei der italienischen Ansaldo-Werft. Während die Flender-Werke ihre Boote auch ausrüsteten, wurden die italienischen Fabrikate nach dem Bau ihres Rumpfes vom Motorenwerk Klöckner-Humboldt-Deutz in Ulm ausgerüstet. Um die beiden Hersteller zu unterscheiden, erhielten die Boote der Flender-Werke an der Turminnenseite das Kürzel LFW, die italienischen KHD.

#### Bewaffnung
Seine Primärbewaffnung bestand aus zwei Torpedos des Typs G7 mit 53,3 cm Durchmesser, die in muldenförmigen Aussparungen an den Seiten des Rumpfes in Laufschienen angebracht waren. Um bei Grundberührungen eine Beschädigung der Torpedos oder die Auslösung einer Detonation zu vermeiden, besaß der Biber an der Unterseite seines Rumpfes zwei massive Kufen, deren Höhe geringfügig die der Torpedos überragte. Alternativ konnten statt der Torpedos auch Minen befördert werden. Geschossen wurde meist auf einer Distanz von bis zu 800 m, wobei die maximale Reichweite der Torpedos mit 18,5 kn noch 4000 m betrug.

#### Druckkörper
Der eigentliche Druckkörper des Biber bestand aus 3 mm starkem Stahlblech und war durch mehrere Querschotten unterteilt. Stabilisiert wurde der Rumpf mit L-Spanten. Die Aufteilung vom Bug bis zum Heck verlief wie folgt: Bugraum-Vordere Tauchzelle-Batterieraum-Zentrale-Antriebsraum Otto-Motor und E-Motor-Heckraum-Hintere Tauchzelle. Die Zentrale und gleichzeitig Sitz des Piloten war äußerst eng, sodass sein Kopf im Turmaufbau Platz finden musste. Ferner waren in der Zentrale ein 1,5 m langes Sehrohr, Schnorchel, 4 Pressluftflaschen zum Tankausblasen, Batterien, Lenzpumpe und eine Sauerstoffflasche zur Atmung des Piloten untergebracht. Die Navigation erfolgte durch einen Armbandkompass und eine kleine Seekarte. Der Turm sowie die Aufbauten wurden aus Aluminium gefertigt und mit dem Rumpf verschraubt. Die Turmöffnung lag im Schwimmzustand nur 52 cm über der Wasserlinie, was bedeutete, dass der Biber bei schwerer See bei geöffneter Luke (Sauerstoffzufuhr) leicht Übergewicht durch eindringendes Wasser bekam. Im schlimmsten Fall konnte das, im damaligen Sprachgebrauch, zum „Absaufen“ führen.

#### Reichweite und Tauchtiefe

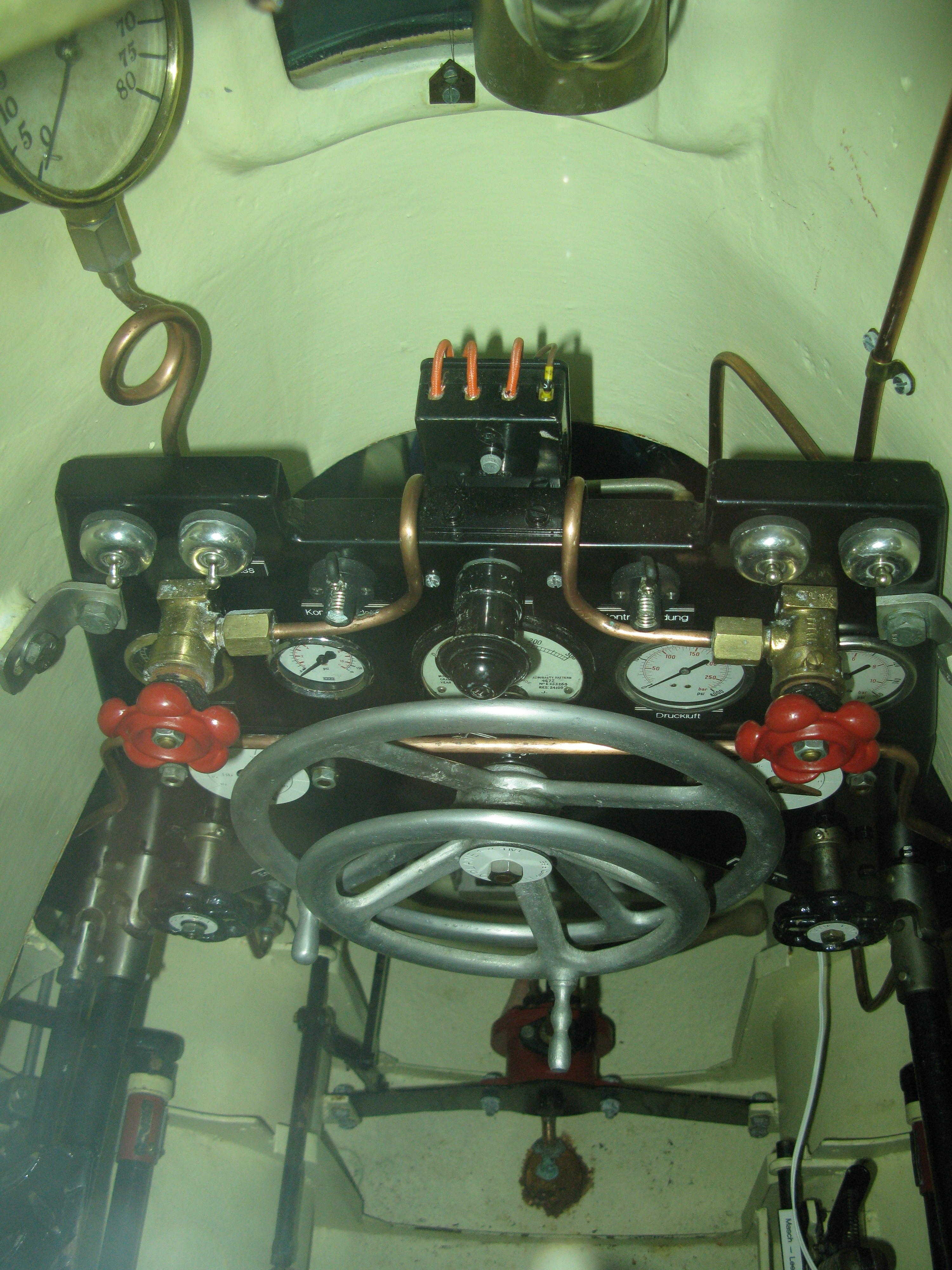
Kontrolleinheit des Biber

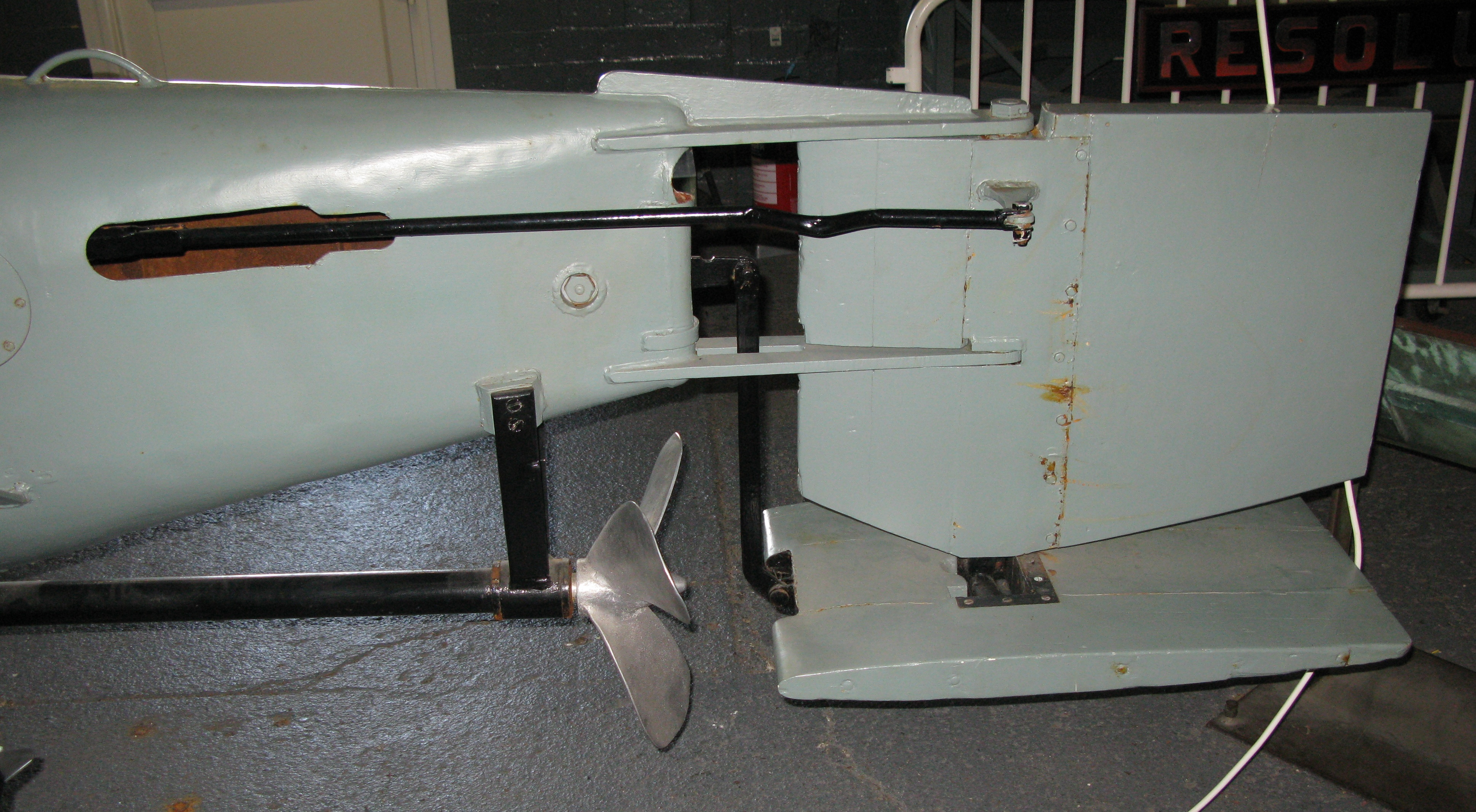
Antriebsschraube und hinteres Flossenwerk

Mit seinen rund 225 Litern Brennstoff betrug die Reichweite des Biber Überwasser 100 Seemeilen (sm) bei 6,5 kn Fahrt bzw. Unterwasser mit dem Elektromotor 8,5 sm bei 5,3 kn Fahrt. Hinzu kamen noch einmal 8 sm bei 2,5 kn Schleichfahrt. Der Biber besaß auch keine Trimm- oder Regelzellen. Wollte das Boot tauchen, mussten die Tauchzellen geflutet werden, sollte es dagegen aufsteigen, mussten diese ausgeblasen werden. Daher war keine kontrollierte Fahrt in Sehrohrtiefe möglich. Erschwerend kam hinzu, dass der Biber seine Torpedos nur in Überwasserfahrt losmachen konnte, um sich sodann getaucht vom Ort des Geschehens zu entfernen bzw. bei Angriffen abzutauchen.
Seine Tauchtiefe, die mit maximal 20 Metern angegeben wurde, konnte jedoch um 50 % überschritten werden, was bedeutete, dass der Biber bis 30 Meter tauchen konnte. Die Atemluft in der Zentrale war für 45 min ausgelegt. Das Atemgerät sorgte für zusätzliche 20 h Sauerstoff über eine sogenannte Jägermaske, wie sie schon bei Piloten der Luftwaffe angewandt wurde. Wollte der Pilot abtauchen, waren folgende Arbeitsschritte notwendig, die innerhalb weniger Sekunden auszuführen waren:
1. Tauchzelle entlüften und fluten
2. Tiefenruder legen
3. Benzinmotor abstellen
4. Elektromotor anwerfen
5. Auspuff- und Zuluftventile schließen

#### Antrieb
Der Antrieb bestand notgedrungen, es standen keine Dieselmotoren zur Verfügung, aus einem Benzinmotor der Adam Opel AG, der eigentlich für den Opel Blitz konzipiert worden war. Dieser befand sich aufgrund der gefährlichen Abgase hinter einer gasdichten Abtrennung unmittelbar hinter dem Pilotensitz und leistete 23,5 kW (32 PS) bei 2400 min−1. Die ersten in Serien produzierten Biber litten an undichten Trennwänden, durch die bei längeren Fahrten Abgase in die Zentrale gelangten, was zu Kohlenmonoxid-Vergiftungen des Piloten führen konnte. Durch den Einbau einer Absaugvorrichtung wurde das Problem gelöst. Hinter dem Otto-Motor war der Elektromotor vom Typ GL 231 / 7.5 SSW (Siemens-Schuckertwerke) untergebracht, der bei 1450 min−1 9,8 kW (13,3 PS) für große und 960 min−1 3,1 kW (4,25 PS) kleine Fahrt mobilisieren konnte. Das Untersetzungsverhältnis betrug auf die Welle 2,4 : 1 und erfolgte mittels Zahnradgetriebe. Insgesamt betrachtet war der Antrieb des Biber jedoch zu gering.

#### K-Flottillen

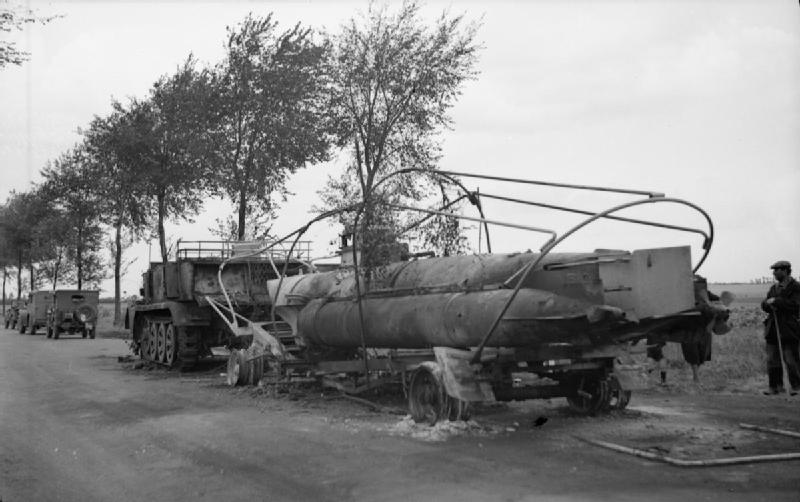
Erbeutetes Biber-Uboot auf Transportanhänger nahe Arras in Frankreich

Bis Kriegsende waren neun K-Flottillen mit Bibern ausgerüstet worden. Diese erhielten die Bezeichnungen:
- K-Flottille 261 (1. Biber-Flottille)
- K-Flottille 262 (2. Biber-Flottille)
- K-Flottille 263 (3. Biber-Flottille)
- K-Flottille 264 (4. Biber-Flottille)
- K-Flottille 265 (5. Biber-Flottille)
- K-Flottille 266 (6. Biber-Flottille)
- K-Flottille 267 (7. Biber-Flottille)
- K-Flottille 268 (8. Biber-Flottille)
- K-Flottille 269 (9. Biber-Flottille)

### Einsätze
Die Ausbildung der Biber-Fahrer sollte acht Wochen dauern, wurde jedoch auf drei Wochen verkürzt. Viele der Piloten erhielten Aufputschmittel.
Der erste Fronteinsatz erfolgte am 30. August 1944 im Hafen von Fécamp. von hier aus sollte das Boot alliierte Schiffe im Ärmelkanal angreifen. Von 22 Booten schafften es nur 14, den Hafen zu verlassen; nur zwei erreichten das Einsatzgebiet. Schaden an gegnerischen Schiffen entstand dabei nicht.
Ab Dezember 1944 wurden die Boote in der Scheldemündung eingesetzt. Der Nachschub Richtung Antwerpen sollte dadurch gestört werden. Vom 22. auf den 23. Dezember 1944 griffen 18 Boote alliierte Schiffe an, wovon nur eines zurückkehrte. Ein alliierter Frachter wurde dabei versenkt. Bei weiteren Einsätzen vom 23. bis zum 25. Dezember 1944 gingen weitere 14 Einheiten verloren und der Frachter Alan A. Dale wurde versenkt. Am 27. Dezember 1944 führte ein versehentlicher Abschuss eines Torpedos nahe Voorne aan Zee zum Untergang von 11 Bibern.
Im Januar 1945 wurden mehrere Biber von den U-Booten U 295, U 318 und U 716 vom norwegischen Harstad in die Barentssee gebracht. Sie sollten dort in die Kola-Bucht einfahren, um den Nachschub zu behindern. Während der Fahrt wurden die Boote allerdings durch Vibrationen der Antriebe undicht, sodass es zu einem Wassereinbruch in die Motorräume kam.
Ein weiterer dokumentierter Einsatz wurde Januar/Februar 1945 von Emmerich am Niederrhein aus gegen die Brücken über die Waal im bereits von US-amerikanischen Verbänden eingenommenen niederländischen Nijmegen unternommen. Das Unternehmen blieb erfolglos. Ein im Rhein wiedergefundener Biber aus diesem Einsatz ist zusammen mit Original-Fotos der Montage und des „Zu-Wasser-Lassens“ im Rheinmuseum Emmerich ausgestellt.

### Biber II
Aufgrund der sich verschlechternden Kriegslage aus Sicht des Deutschen Reiches wurde über eine Weiterentwicklung des Biber nachgedacht. Diese entstand in den Flender-Werken unter der Bezeichnung Biber II. Konzipiert als 2-Mann Kleinst-U-Boot, dies sollte einen Wachwechsel erlauben, sollte der Biber II eine stärkere Außenhaut bekommen, um größere Tauchtiefen zu erzielen. Gleichzeitig sollten all seine Hauptmaße geringfügig vergrößert werden. Bis Kriegsende waren jedoch nur Planskizzen angefertigt, die nach Kriegsende von den Alliierten beschlagnahmt wurden.

### Biber III
Der Biber III wurde als Langstrecken-Kleinst-U-Boot konzipiert. Seine Entwicklung entsprang der Torpedoversuchsanstalt Eckernförde sowie in einer Arbeitsgruppe der Entwicklungsabteilung des Kommandos der Kleinkampfverbände. Der Primärantrieb sollte demnach aus einem 48 kW (65 PS) starken Daimler-Benz-Dieselmotor bestehen. Die avisierte Reichweite sollte bei 1.000 sm bei 8 kn Fahrt liegen. Dieser sollte als Kreislaufmotor auch für den Unterwasserantrieb fungieren. Dazu musste eine neuartige Sauerstoff-Erzeugungsanlage entwickelt werden. Dies war nötig, da beim Kreislaufbetrieb die Auspuffgase des Motors abgefangen und abgekühlt wurden, um sie sodann mit in Flaschen mitgeführtem Sauerstoff anzureichern und dem Motor erneut als Verbrennungsluftgemisch zuzuführen. Die Flüssigkeits-Sauerstoffanlage wurde von der Firma Griesheim-Elektrogen im Frühjahr 1945 hergestellt, aber im April 1945 vor den anrückenden Alliierten wieder zerstört. Die dazugehörige mobile Sauerstoff-Erzeugungsanlage wurde ab Dezember 1944 an der TH Stuttgart von dem dort ansässigen Forschungsinstitut für Kraftfahrwesen und Fahrzeugmotoren Stuttgart (FKFS; Leitung: Wunibald Kamm) konstruiert.
Als Bewaffnung dienten zwei seitlich des Rumpfes angebrachte Torpedos des neuartigen Typs K-Butt mit Ingolinantrieb. Am 14. November 1944 erteilte die TVA Eckernförde die ersten Schleppversuche am verkleinerten Modell. Die ursprüngliche Fassung sollte eine Länge von 11,82 m aufweisen sowie eine Breite von 2,5 Metern. Die Schleppversuche offenbarten noch diverse Schwierigkeiten hinsichtlich des Bugs und anderer Teile wie der Torpedoaufhängung. Das Projekt des Biber III wurde im Frühjahr 1945 auf Drängen des Kommandos der Kleinkampfverbände gegen den Willen des Oberkommandos der Marine nicht mehr verfolgt und schließlich aufgegeben. Als Gründe wurden aufgeführt:
- Ungenügende Erfahrungen mit Kreislaufanlagen, die zu einem Großserienbau berechtigen würden
- zu schwere und zu große Versuchsmotoren, die zudem spürbar an Leistung im Kreislaufsystem verloren
- weitere Parallelentwicklungen, die vielversprechender sind (z. B. Delphin u. a.)[2]